# Extrahierbare organisch gebundene Halogene
Extrahierbare organisch gebundene Halogene (abgekürzt EOX mit X für Chlor, Brom und – mit Einschränkungen – Iod) ist ein chemisch-analytisch bestimmter Summenparameter. Ähnlich wie bei der Bestimmung des AOX-Parameters (Adsorbierbare organisch gebundene Halogene) handelt es sich um eine Methode zur Bestimmung der Gesamtheit der halogenorganischen Verbindungen. Die auf diese Weise erfassbaren Verbindungen werden durch Extraktion mit einem nicht wasserlöslichen Lösungsmittel, zum Beispiel einem Kohlenwasserstoff wie Isohexan, gemessen. Erfasst werden alle Verbindungen, die sich genügend leicht im Lösungsmittel lösen.
Zu unterscheiden sind EOX von Wasserproben nach DEV H 8 und die EOX von Feststoffen und Schlämmen nach DEV S 17.
Die Methoden unterscheiden sich durch den Abtrennschritt und die Stoffe, die dabei erfasst werden. Als Ergebnis der Abtrennung erhält man in beiden Fällen einen Extrakt. Dieser wird verbrannt und die entstehenden Halogenwasserstoffe bestimmt.

## EOX in Wasserproben
EOX in Wasserproben wird nach dem Deutschen Einheitsverfahren (DEV) H8 bestimmt. Das Verfahren wurde zeitweise in die DIN 38409 aufgenommen, ist dort aber 2007 zurückgezogen worden. Zur Bestimmung wird eine Wasserprobe von 1 Liter zum Aussalzen unpolarer Bestandteile mit Natriumsulfat versetzt und dann zweimal mit je 25 ml Pentan, Hexan oder Heptan extrahiert.
Als Extraktionsgefäß dient ein Ein-Liter-Messkolben. Da das Lösungsmittel leichter als Wasser ist, sammelt es sich im Hals des Kolbens und wird von dort abpipettiert. Der gesammelte Extrakt, in dem die extrahierbaren Bestandteile angereichert sind, von zweimal 25 ml wird auf 50 ml aufgefüllt und mit Natriumsulfat getrocknet.

## EOX in Feststoffen und Schlämmen
EOX in Feststoffen und Schlämmen erfolgt nach dem Verfahren nach DIN 38414-17 (DEV S 17). Die Schlamm- oder Sedimentprobe wird zunächst bei 105 °C getrocknet. Dabei gehen flüchtige Halogenverbindungen wie chlororganische Lösungsmittel wie Chloroform verloren. Solche Bestandteile müssen deshalb vorher ausgeblasen und als POX bestimmt werden.
Das getrocknete Material wird im Soxhlet-Extraktor mit Hexan extrahiert, im Mengenverhältnisse von 20 g Substanz mit 75 ml Extraktionsmittel. Der Extrakt wird bis unter 50 ml eingedampft und auf genau 50 ml aufgefüllt.

## Verbrennung des Extrakts und Bestimmung
Das Ergebnis der Extraktion ist ein Extrakt eine Lösung der gesuchten Bestandteile in einem Kohlenwasserstoff. Eine Probe dieses Extrakts wird verbrannt, wobei aus den halogenorganischen Verbindungen Halogenwasserstoffe wie Chlorwasserstoff oder Bromwasserstoff frei werden. Diese Halogenwasserstoffe werden dann argentometrisch coulometrisch bestimmt, wobei die Halogenid-Ionen mit Silber-Ionen schwerlösliche Niederschläge bilden.
Das Verfahren H8 sieht die Verbrennung des Extrakts in einer Knallgasflamme in einer Wickbold-Apparatur vor. Das Verfahren S17 legt das Verfahren nicht fest. In der Praxis werden Apparaturen benutzt, in denen, wie beim AOX, die Probe in Sauerstoff verbrannt wird. Die Verbrennungsapparatur kann dabei ein Zusatzteil zur vorhandenen AOX-Apparatur sein oder ein separates Gerät. Die coulometrische Bestimmung erfolgt wie beim AOX.